# Pribytkowo (obwód lipiecki)
Pribytkowo (ros. Прибытково) – osiedle przy stacji w Rosji, w obwodzie lipieckim, w rejonie griazińskim. W 2010 liczyło 37 mieszkańców.